# 尤哈纳·海基·埃尔科

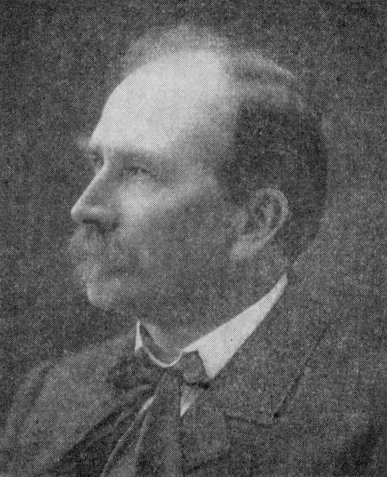
埃尔科

尤哈纳·海基·埃尔科（芬蘭語：Juhana Heikki Erkko；1849年1月16日—1906年11月16日）是一位芬兰诗人、格言家、戏曲作家和文化人士。
很多埃尔科的诗作后来成为著名的歌曲。埃尔科也是芬兰格言创作的领头人物，据已知文献来看他最早在1899年出版了芬兰语的第一批格言。